# Ethel Bellamy
Ethel Frances Butwell Bellamy, född 17 november 1881, död 7 december 1960 i Weymouth,  var en engelsk astronom och seismolog. Hon var delaktig i  katalogiseringen av positionerna för fler än en miljon olika stjärnor i rymden. 
Bellamy föddes i Oxford den 17 november 1881 som dotter till Montague Edward James Butwell Bellamy (1850–1908) och Mary Bellamy (född Castell). Sjutton år gammal började hon arbeta som assistent till sin farbror Frank Arthur Bellamy, som var den äldre av de två assistenterna vid Radcliffe Observatory vid University of Oxford. Hon arbetade på deltid hemifrån och utförde beräkningar för Oxfords bidrag till projekten Carte du Ciel och Astrographic Catalogue, under ledning av professorn i astronomi, Herbert Hall Turner. År 1912 utsåg Turner henne till andra assistent vid observatoriet, en permanent heltidstjänst, för £50 per år. Denna tjänst hade tidigare uppehållits av en annan av hennes farbröder, Frederick Bellamy, som hade dött i tidig ålder innan hon föddes.